# Stricklands bosvliegenvanger
De Stricklands bosvliegenvanger (Fraseria ocreata) is een zangvogel uit de familie Muscicapidae (Vliegenvangers).

## Verspreiding en leefgebied
Deze soort telt 3 ondersoorten:
- F. o. kelsalli: zuidwestelijk Guinee en Sierra Leone.
- F. o. prosphora: van Liberia tot Ghana.
- F. o. ocreata: van Nigeria tot Oeganda, centraal Congo-Kinshasa, noordelijk Angola en het eiland Bioko.